# 青少年時期酗酒
酒精是種液體形式的物質，成分是乙醇（ethyl alcohol，正式的英文稱法為ethanol），會損害，甚至是破壞人體的DNA。“飲酒被世界公認為導致疾病、失能、和死亡的主要風險因素”，也被評為最廣泛受到青少年使用，以及濫用的物質。青少年時期是人類經歷青春期，身體和心理發生變化的過渡階段。在這種過渡階段的青少年時期酗酒（英語：Alcoholism in adolescence）的行為，會產生好幾種後果。

## 青少年時期酗酒的後果

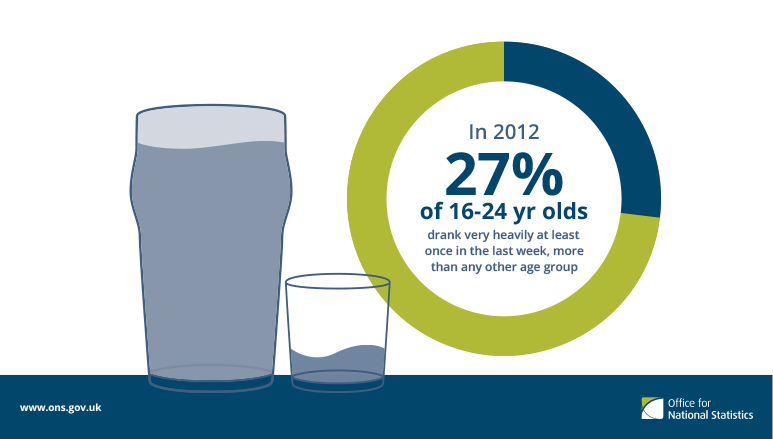
根據一項在2012年的調查，英國在16到24歲這個年齡段的群組中，是所有年齡段中喝酒最多的群組，每週至少會重度飲酒一次。

大多數研究酒精對人體的影響，主要的對象都是成年人。幾乎沒有對青少年時期持續飲酒，以及在年輕時採取暴飲飲酒行為所造成後果做相關的研究。 “酒精使用率在12到21歲之間會急劇增加，這些青少年經常採用暴飲般的飲酒模式”。這些模式會導致各種後果，包括交通事故、物質濫用、性行為、逃學、和學業成績不及格。“最近的研究顯示，飲酒有可能引發長期的生物變化，這可能會對發育中青少年的大腦產生不利影響，包括神經認知疾患。”
未成年人飲酒本身就是一種危害，會給所有人帶來許多危害和風險。未成年人飲酒每年造成5,000人死亡。 還有1,900起機動車事故、1,600起涉入兇殺、300起自殺。
未成年飲酒會提高罹患抑鬱、焦慮、和較低自尊的風險。在青春期飲酒，也會導致激素分泌發生變化，攪亂生長和青春發育。喝得太多的話，有可能會因受傷或酒精中毒而致死。長期而言，腦細胞會因此死亡，而導致行為改變、睡眠不足、記憶力永久性損傷，最終開始影響學業成績。還會導致性行為發生，造成性傳染病傳播、非預期懷孕、以及性侵犯或強姦。它還可能導致：交通事故、跌倒或遇溺、自殺、暴力和兇殺、成為暴力犯罪的受害者，
以及其他更多的事故。那些在未成年就開始喝酒的人，長大之後成為酗酒者的可能性較大。酗酒者會捲入醉酒事故，在法律上，以及給家人、朋友、和學校惹上各種麻煩。

## 肇因
美國醫務總監在2007年呼籲“不能把青少年飲酒當作是種可接受的成年儀式，而是對青少年發育和健康的嚴重威脅，那些與青少年受損、創傷、和死亡相關的統計數據即可證明。”研究顯示青少年因為受到各種因素的影響而產生飲酒的行為。
“這些因素在青少年正常的成熟發展過程中都會經歷過；包括每個青少年特有的遺傳、心理、和社會因素，以及圍繞青少年的各種社會和文化環境，包括他們的家庭、學校、和社區”。還有證據顯示，早期飲酒會造成這些人到成年後有大量飲酒的行為。由於多種不同的原因，青少年酗酒的人數每年都在增加。這些原因包括：
- 酒精易於取得
- 同儕壓力
- 榜樣
- 電視節目
- 焦慮，或是壓力。[10]

## 預防
預防青少年酗酒的方法有多種。其中一項重要的方法是“促進對未成年人在發育和成熟的背景下，對於飲酒的理解，在做這樣倡導的同時，也根據青少年的個別特徵，以及環境、倫理、文化、和性別差異等因素，都列入考慮”。另一種防止的方法是把鼓勵和支持未成年人飲酒的文化力量予以降低，因為這種文化讓青少年覺得飲酒可被接受，會讓他們認為飲酒是合宜的行為。在預防未成年酗酒方面，政府也要擔負責任，他們必須發出信息告知這些人，因為飲酒會導致嚴重後果，社會強烈反對未成年飲酒，這種行為無法受到容忍。

## 合法飲酒年齡

世界地圖，顯示各國合法飲酒年齡（2021年）。
Minimum age is 20
Minimum age is 19
Minimum age is 18
Minimum age is 17
Minimum age is 16
No regulation/no age set

通常為保護年輕人免受酒精相關的傷害，世界上許多國家都訂立規定，為購買或消費酒精設定最低的合法飲酒年齡。這個年齡因不同國家而異；例如，澳大利亞的最低法定飲酒年齡是18歲，而美國的最低法定飲酒年齡（MLDA）是21歲。 